# C-Lion1
C-Lion1 ([ˈsiː‿ˌlaɪən]) ist ein Telekommunikations-Seekabel des staatlichen finnischen Telekommunikationskonzerns Cinia, das Finnland und Deutschland miteinander verbindet. Es hat eine Datenübertragungsrate von bis zu 144 Tbit/s und 120 Tbit/s im Regelbetrieb.

## Verlauf

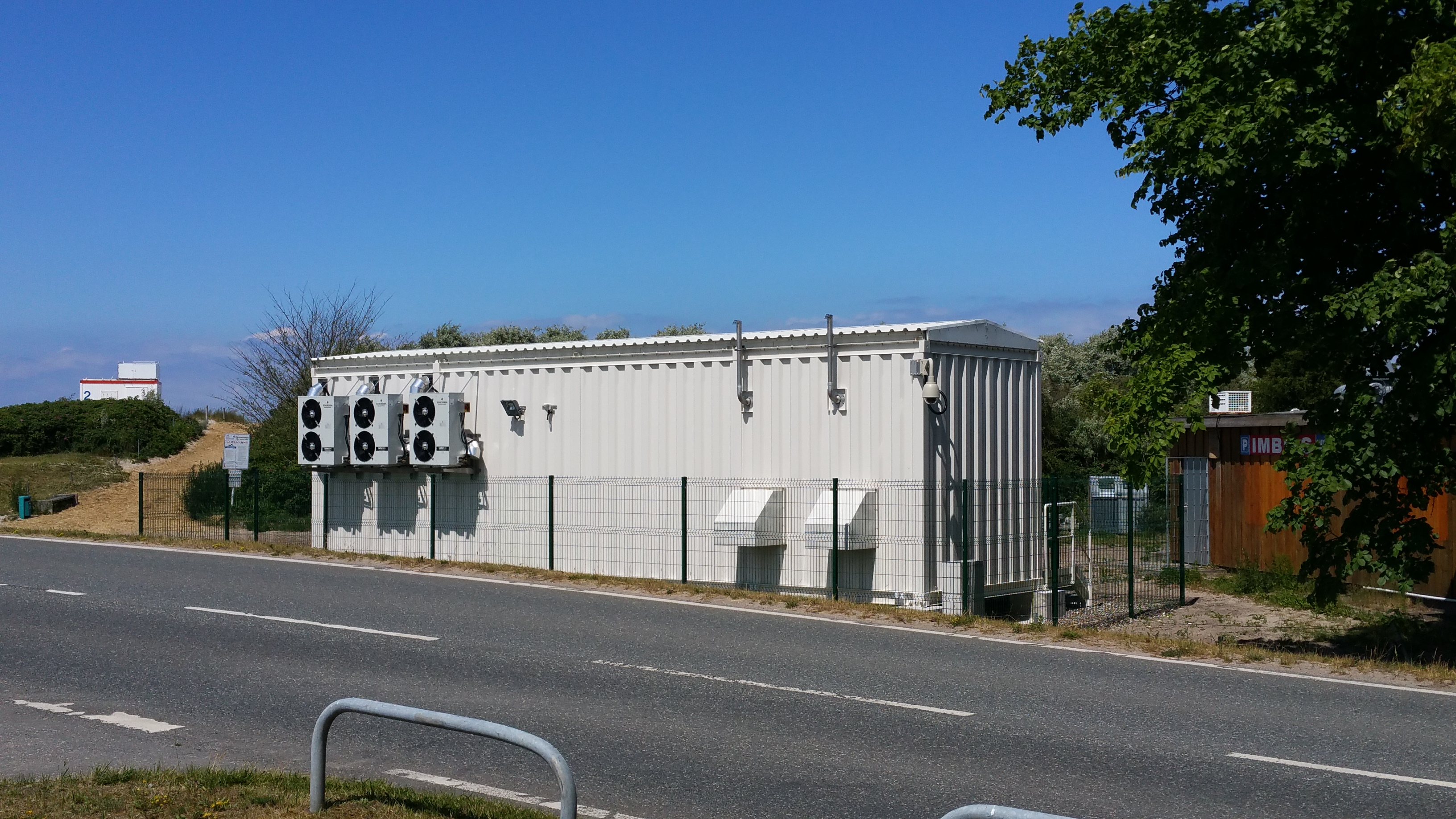
Endpunkt des Glasfaser-Seekabels C-Lion1 in Rostock-Markgrafenheide

Das 1173 km lange Kabel verläuft von Finnland aus durch die Ostsee nach Deutschland, wobei es seit Oktober 2017 einen Abzweig ins finnische Hanko gibt.
Landepunkte
- Helsinki, Finnland
- Hanko, Finnland
- Markgrafenheide, Deutschland (Lage)

## Geschichte

### Bau und Inbetriebnahme
Das Kabel wurde von Alcatel Submarine Networks gefertigt, innerhalb von 92 Tagen verlegt und im März 2016 in Betrieb genommen. Bereits vor Baubeginn hat sich Hetzner Online eines der acht Glasfaser-Paare exklusiv gesichert und ein neu gebautes Rechenzentrum in Helsinki an das eigene Glasfasernetz angeschlossen.

### Beschädigung 2024
Am 18. November 2024 um 04:04 Uhr fiel die Verbindung im Seekabel aus und es wurde ein Fehler festgestellt, der auf eine physische Beschädigung des Kabels nahe der Südspitze Ölands in schwedischen Gewässern zurückgeht. Am Vortag gegen 10 Uhr war mit dem BCS East-West Interlink auch ein Seekabel zur Datenkommunikation zwischen Litauen und der schwedischen Insel Gotland ausgefallen. Das Betreiberunternehmen erklärte, dass ein derartiger Defekt „in diesen Gewässern nicht ohne äußere Einwirkung“ vorkomme.
Die litauische Marine kündigte die verschärfte Überwachung ihrer Gewässer an. Die Außenministerien von Deutschland und Finnland äußerten sich besorgt zur Beschädigung.
Laut Marine Traffic waren wenige Stunden zuvor in diesem Seegebiet die AIS-Baken von mindestens vier Schiffen regelmäßig abgeschaltet worden. Eines davon, der Frachter Yi Peng 3, wurde verdächtigt, an der Beschädigung beteiligt zu sein. Dessen Bakensignal war den ganzen Vorabend bis 18. November etwa ein Uhr abgeschaltet. Das Schiff gehört der chinesischen Reederei Ningbo Yipeng Shipping; es hatte am 15. November den russischen Ostseehafen Ust-Luga verlassen und am 17. November zum Zeitpunkt des Schadens am BCS East-West-Interlink Gotland passiert. Am 29. November waren beide Kabel repariert und wieder voll funktionstüchtig. Ermittlungen ließen bis dahin den Schluss zu, dass die Yi Peng 3 mit ihrem über eine Strecke von 180 km über den Meeresgrund gezogenen Anker die beiden Kabel absichtlich durchtrennt hatte. Der Anker des vor Jütland stehenden Schiffes zeigte entsprechende Spuren. Etwa einen Monat später wurde Estlink 2 durchtrennt.